# دوک‌نشین ساووی
دوک‌نشین ساووی از سال ۱۴۱۶ تا ۱۸۶۰ میلادی ایالتی در اروپای غربی بود.